# Conjunto estacionario
En teoría de conjuntos y en teoría de modelos existen tres nociones diferentes de conjunto estacionario:
- Los conjuntos estacionarios clásicos.
- Los conjuntos estacionarios de Jech.
- Los conjuntos estacionarios generalizados.

## Conjunto estacionario clásico
Si {\displaystyle \kappa \,} es un cardinal con cofinalidad no numerable, {\displaystyle S\subseteq \kappa \,,} y {\displaystyle S\,} se interseca con cada conjunto club de {\displaystyle \kappa \,,} entonces {\displaystyle S\,} se denomina conjunto estacionario. Si un conjunto no es estacionario, entonces se denomina conjunto delgado. Esta noción no debe confundirse con la de conjunto delgado en teoría de números.
Si {\displaystyle S\,} es un conjunto estacionario y {\displaystyle C\,} es un conjunto club, entonces su intersección {\displaystyle S\cap C\,} también es estacinaria. Porque si {\displaystyle D\,} es cualquier conjunto club, entonces {\displaystyle C\cap D\,} es un conjunto club porque la intersección de dos conjuntos club es también un conjunto club. Así {\displaystyle (S\cap C)\cap D=S\cap (C\cap D)\,} es no vacío. Por lo tanto, {\displaystyle (S\cap C)\,} debe ser estacionario.
La restricción a una cofinalidad no numerable se hace para evitar casos triviales: Supóngase que tiene un cofinalidad {\displaystyle \kappa } numerable. Entonces{\displaystyle S\subset \kappa } es estacionario en {\displaystyle \kappa } si y solo si {\displaystyle \kappa \setminus S} está acotado en {\displaystyle \kappa }. En particular, si la cofinalidad de {\displaystyle \kappa } es {\displaystyle \omega =\aleph _{0}}, entonces cualesquiera dos conjuntos estacionarios de {\displaystyle \kappa } tienen intersección estacionaria.
Si se introduce la restricción de cofinalidad no numerable entonces lo último deja de ser certo. De hecho, supóngase que {\displaystyle \kappa } es un cardinal regular y {\displaystyle S\subset \kappa } es estacionario. En ese caso {\displaystyle S} puede ser particionado en {\displaystyle \kappa } conjuntos estacionarios disjuntos. Este resultado se debe a R. M. Solovay. Para {\displaystyle \kappa } cardinal sucesor, este resultado fue demostrado por S. M. Ulam y se demuestra fácilmente con el auxilio de la matriz de Ulam.

## Conjunto estacionario de Jech
Existe otra noción diferente de conjunto estacionario debida a Thomas Jech. Dado un conjunto {\displaystyle [X]^{\lambda }}, siendo {\displaystyle \lambda } un cardinal y {\displaystyle X} un conjunto tal que su cardinal {\displaystyle |X|\geq \lambda }, donde {\displaystyle [X]^{\lambda }} denota el conjunto de conjuntos de {\displaystyle X} cardinalidad {\displaystyle \lambda }: {\displaystyle [X]^{\lambda }=\{Y\subset X:|Y|=\lambda \}}. Como en el caso de un conjunto estacionario clásico, {\displaystyle S\subset [X]^{\lambda }} es estacionario si y solo si se interseca con cada conjunto club de {\displaystyle [X]^{\lambda }} y es no acotado bajo {\displaystyle \subset } y cerrado bajo la unión de cadenas de longitud inferior a {\displaystyle \lambda }.
Esta definición en general no es equivalente de conjunto estacionario clásico, aunque para {\displaystyle X=\omega _{1}} y {\displaystyle \lambda =\aleph _{0}} ambas coinciden en el sentido de que {\displaystyle S\subset [\omega _{1}]^{\omega }} es estacionario si y solo si {\displaystyle S\cap \omega _{1}} es estacionario en {\displaystyle \omega _{1}}. En este caso también se cumple una versión moficada del lema de Fodor.